# Clutching at Straws
Clutching at Straws är ett album som släpptes i juni 1987 av den brittiska rockgruppen Marillion, och är deras fjärde och sista studioalbum med sångaren Fish.

## Bakgrund
Inspelningen av albumet blev en slitsam process för bandmedlemmarna. Chris Kimsey återkom som producent, och efter succén med förra albumet "Misplaced Childhood" som hamnade etta på UK Albums Chart var pressen stor på dem att leverera en lika framgångsrik uppföljare. Tre singlar släpptes från "Clutching at Straws": "Incommunicado", "Sugar Mice" och "Warm Wet Circles", och albumet nådde så högt som nummer två på UK Albums Chart.
Den 13 november 1987 spelade Marillion i Scandinavium i Göteborg. Dagen efter i Isstadion Stockholm.
Marillion turnerade nu frekvent runtom i världen, och med musikaliska meningsskiljaktigheter, och interna stridigheter blev det avgörande, då Fish till slut lämnade bandet, vilket blev officiellt i september 1988. Demoinspelningar på ett nytt album hade påbörjats, några av dem kan höras på den remastrerade utgåvan av "Clutching at Straws" som släpptes 1999. Delar av musiken hamnade på Marillions nästa studioalbum "Seasons End", och några av Fishs sångtexter hamnade på hans kommande soloalbum. En ny mixning av albumet släpptes 2018.

## Musiker
- Fish
- Steve Rothery
- Mark Kelly
- Pete Trewavas
- Ian Mosley

## Låtlista[10]
1. Hotel Hobbies - [03:35]
2. Warm Wet Circles - [04:25]
3. That Time of the Night (the Short Straw) - [06:00]
4. Going Under  (Bonuslåt på CD och kassett) - [02:47]
5. Just for the Record - [03:09]
6. White Russian - [06:27]
7. Incommunicado - [05:16]
8. Torch Song - [04:04]
9. Slàinte Mhath - [04:45]
10. Sugar Mice - [05:46]
11. The Last Straw - [05:58]